# ضفدع الشلالات
ضفدع الشلالات (الاسم العلمي:Rana cascadae) هو نوع من البرمائيات يتبع جنس الضفدع الحقيقي من الفصيلة الضفادع الحقيقية.